# 株式チャンネル
株式チャンネル（かぶしき - ）は、ラジオNIKKEIの第1放送ほかで2007年4月2日より2008年3月31日まで放送されていた株式情報番組である。ここでは第2放送の「株価実況」を含めて触れる。

## 概要
1954年の開局以来、株式市況中継を専門的に手掛けて来た同局は、2波体制が整った1963年より、第1放送で東証の市況、第2放送は大証・名証の市況と商品先物市況を分担して速報してきた。
しかし、バブル崩壊後の株価長期低迷、新興メディアとの競合、CM出稿量の低迷、BSデジタル放送（ビー・エス・コミュニケーションズ）事業の失敗などが輻輳して同局が慢性的赤字に陥り、年間2億円に上る株価オンライン情報使用料が経営上の重荷となったため、2002年4月の番組改編で第2放送を平日は原則休止とし、第1放送『マーケットTODAY』への集約と、個別全銘柄市況中継の廃止等、大幅な縮小が敢行された。
一連の削減策の中でも、特に市況中継からの撤退が聴取者の強い反発を招き、その後平均株価も一時的に回復基調に入ったため、2006年4月より2波体制を復活させ株式市況中継を4年振りに再開した際に、以前は取引所別に分けられていた編成を、「解説・展望」と「市況中継」とで切り分けた編成へと改めた（『東京マーケットLIVE!』）。
従来の『ザラバ時間帯番組』との相違は、商品先物市況中継からの撤退に伴い、株式中心に改められた点にある。前番組の『東京マーケットLIVE!』で2007年1月より実施されていたフォーマットを承継し、15分毎の現在値速報を軸に、記者レポートや市場関係者への電話インタビューなどを織り込んだ内容となった。また、前引け・大引け後に行われていた東証1部全銘柄終値の読み上げも、当番組より廃止された。
2008年3月31日、『株式完全実況解説 株チャン↑』に引き継ぐ形で終了。

## 放送時間
- 月 - 金曜 9:00 - 11:15、12:30 - 15:15
短波第1放送、インターネットライブストリーミング、携帯向け（iアプリ、W-ZERO3）

## 出演者
- 前場キャスター（9:00 - 11:15）
  - 月・火曜：和島英樹
  - 水曜：今野浩明
  - 木・金曜：鎌田伸一

※ 同局記者陣については、兜倶楽部記者を参照。
- 後場キャスター（12:30 - 15:15）
  - 月曜：櫻井英明（株式新聞ウィークリー編集長）
  - 火曜：川口一晃（金融ジャーナリスト）
  - 水曜：松島弘典（マイクロキャピタリスト）
  - 木曜：石原暉知康（株式アナリスト。元ラジオたんぱ記者）
  - 金曜：中村孝也（フィスコシニアアナリスト）
- 進行アナウンサー
  - 前場（月 - 金曜）：岸田恵美子
  - 後場（月・火・金曜）：内田政美
  - 後場（水・木曜）：田中俊英（ラジオNIKKEI）
- ランキング情報
笹本静香、村瀬ひとみ、山本周子 ほか[4]

過去
- 折戸正春（株式新聞編集委員。水曜後場キャスター 2007年4月 - 6月）
- 増井里加（水・木曜後場進行アナウンサー。2007年4月 - 2008年2月）